# قاسم قلی‌پور
قاسم قلی‌پور (زاده ۳ تیر ۱۳۳۲ - دماوند) تهیه‌کننده فیلم اهل ایران است.

## تهیه‌کننده
- نمی‌خواهم زنده بمانم (۱۳۹۵)
- آتش سبز (۱۳۸۶)
- عروس آتش (۱۳۷۸)
- ماه مهربان (۱۳۷۴)
- بلندی‌های صفر (۱۳۷۲)
- یاد و دیدار (۱۳۶۶)

## جوایز
- برنده جایزه فیلم برگزیده تماشاگران برای فیلم عروس آتش در هجدهمین دوره جشنواره فیلم فجر (۱۳۷۸)
- تقدیرنامه هیئت داوران فدراسیون بین‌المللی انجمن‌های فیلم برای فیلم عروس آتش در سی و پنجمین دوره جشنواره بین‌المللی فیلم کارلوی واری (۱۳۷۹)
- برنده جایزه کره کریستال برای فیلم عروس آتش در سی و پنجمین دوره جشنواره بین‌المللی فیلم کارلوی واری (۱۳۷۹)
- برنده تندیس زرین بهترین فیلم عروس آتش در چهارمین دوره جشن خانه سینما (۱۳۷۹)